# Ulice i place w Radziechowach

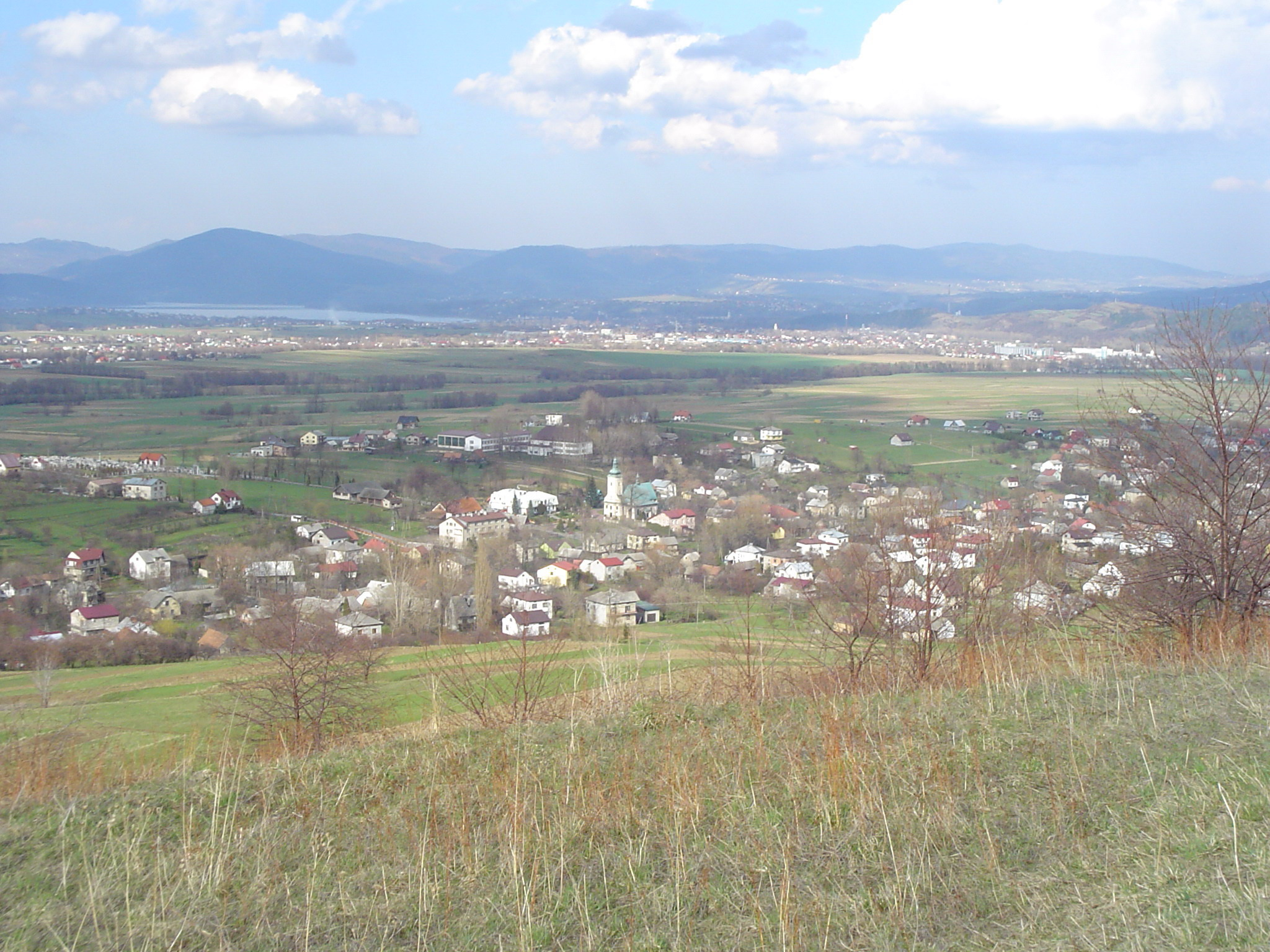
Widok na Radziechowy

W Radziechowach do roku 2000 nie używano nazw ulic. Posługiwano się jedynie numeracją kolejno powstających budynków, a tych przybywało i orientacja w przestrzeni wiejskiej była coraz bardziej utrudniona, a dla przyjezdnych praktycznie niemożliwa. Dla precyzyjnej lokalizacji budynków mieszkańcy używali nazw placów, jednakże nie w znaczeniu „wolnej, niezabudowanej przestrzeni” w terenie zurbanizowanym (zobacz: plac), a w odniesieniu do historycznej zagrody, roli pierwotnie powstałej w danym miejscu. Wprowadzenie nazw ulic stało się zatem praktyczną koniecznością.
Niektóre współczesne nazwy ulic nawiązują do starych placów. Za przykłady mogą tu posłużyć ulice Abramska, której nazwa wywodzi się od „Placu u Jabrama”, czy też Wałowa od „Placu u Wałowych”.

## Alfabetyczna lista ulic radziechowskich
Abramska
Akacjowa
Bielów
Borowa
Brzegowa
Bukowa
Cicha
Dębowa
Galiców
Główna

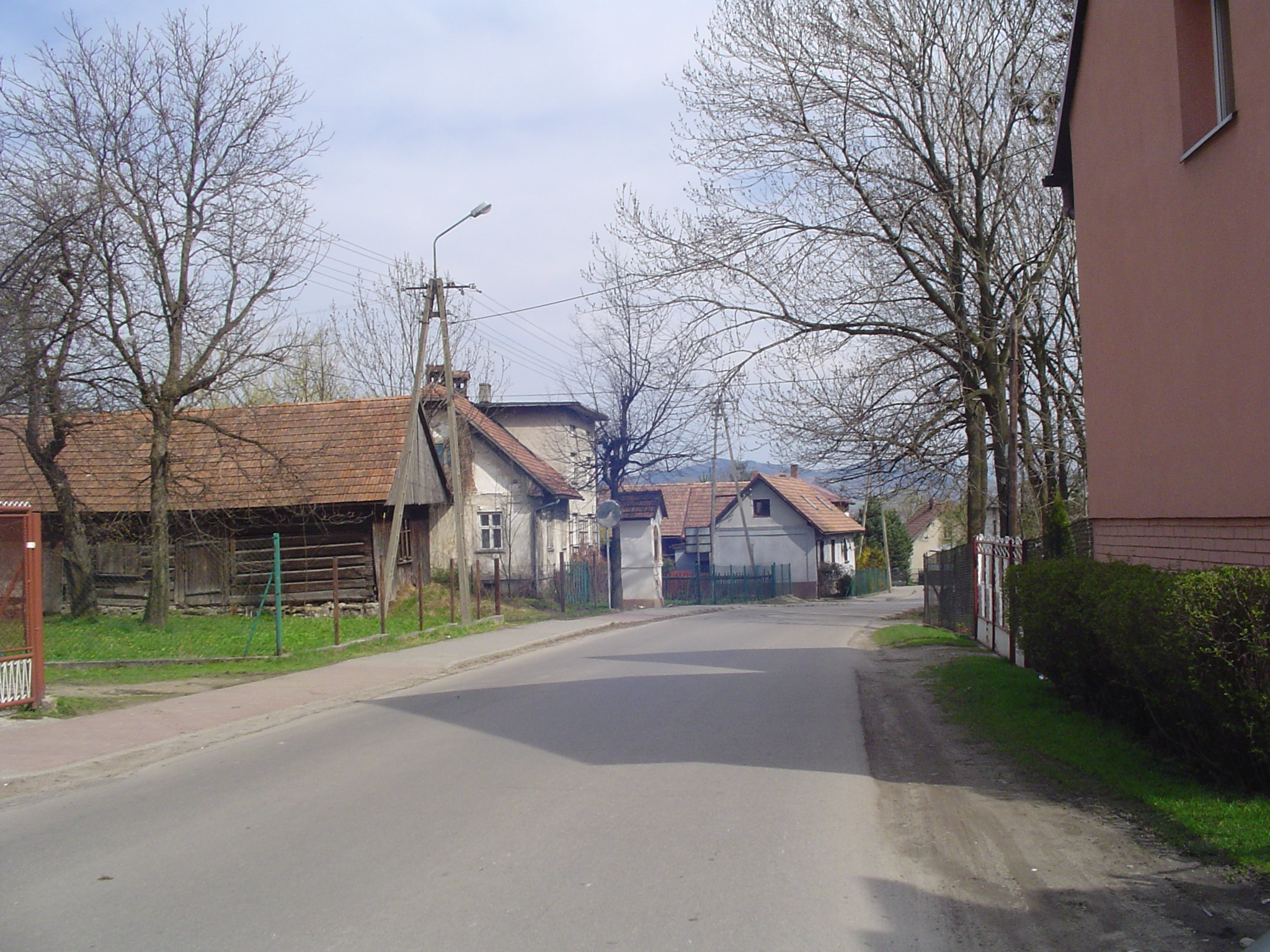
Ulica Główna

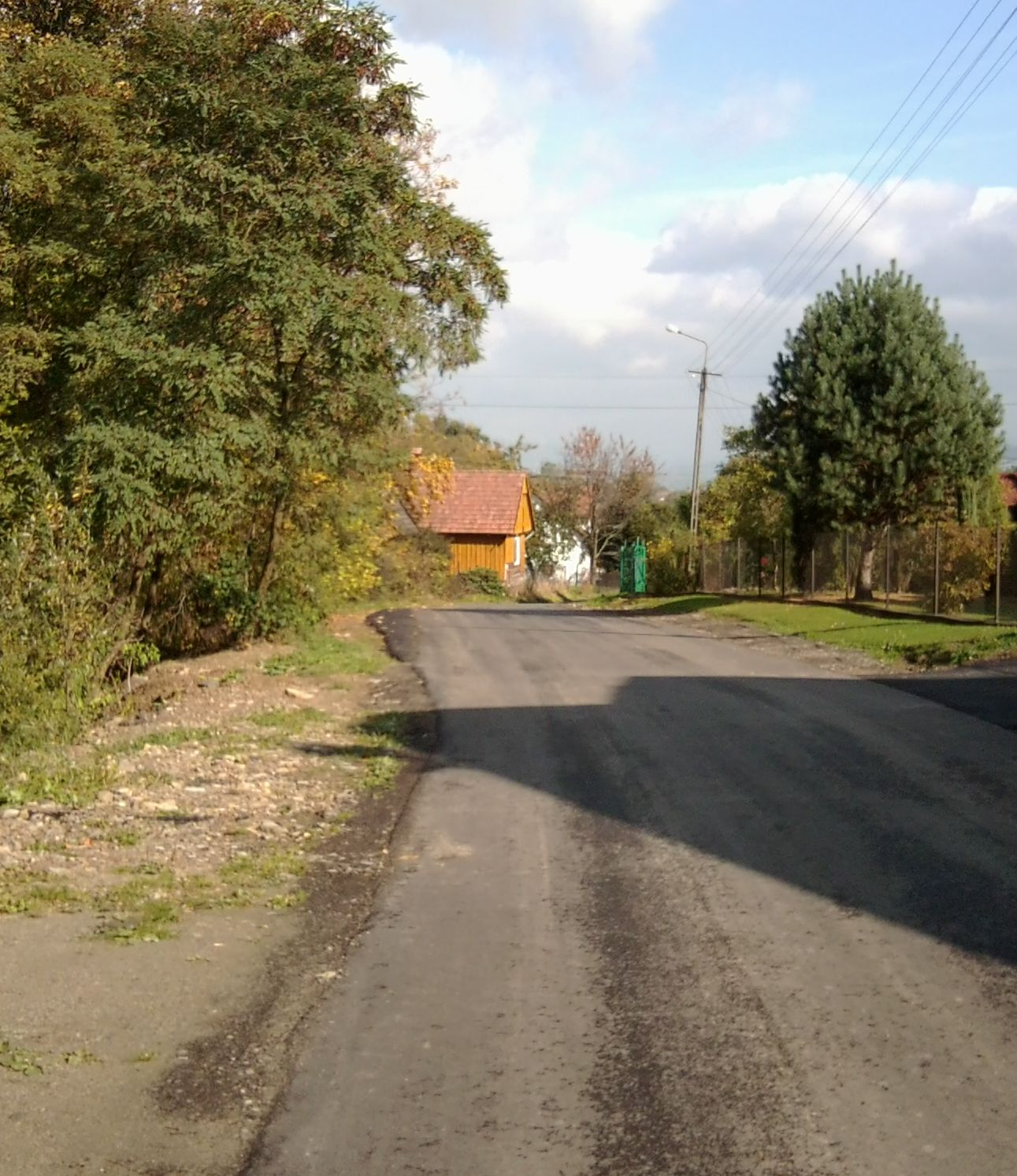
Ulica Leśna

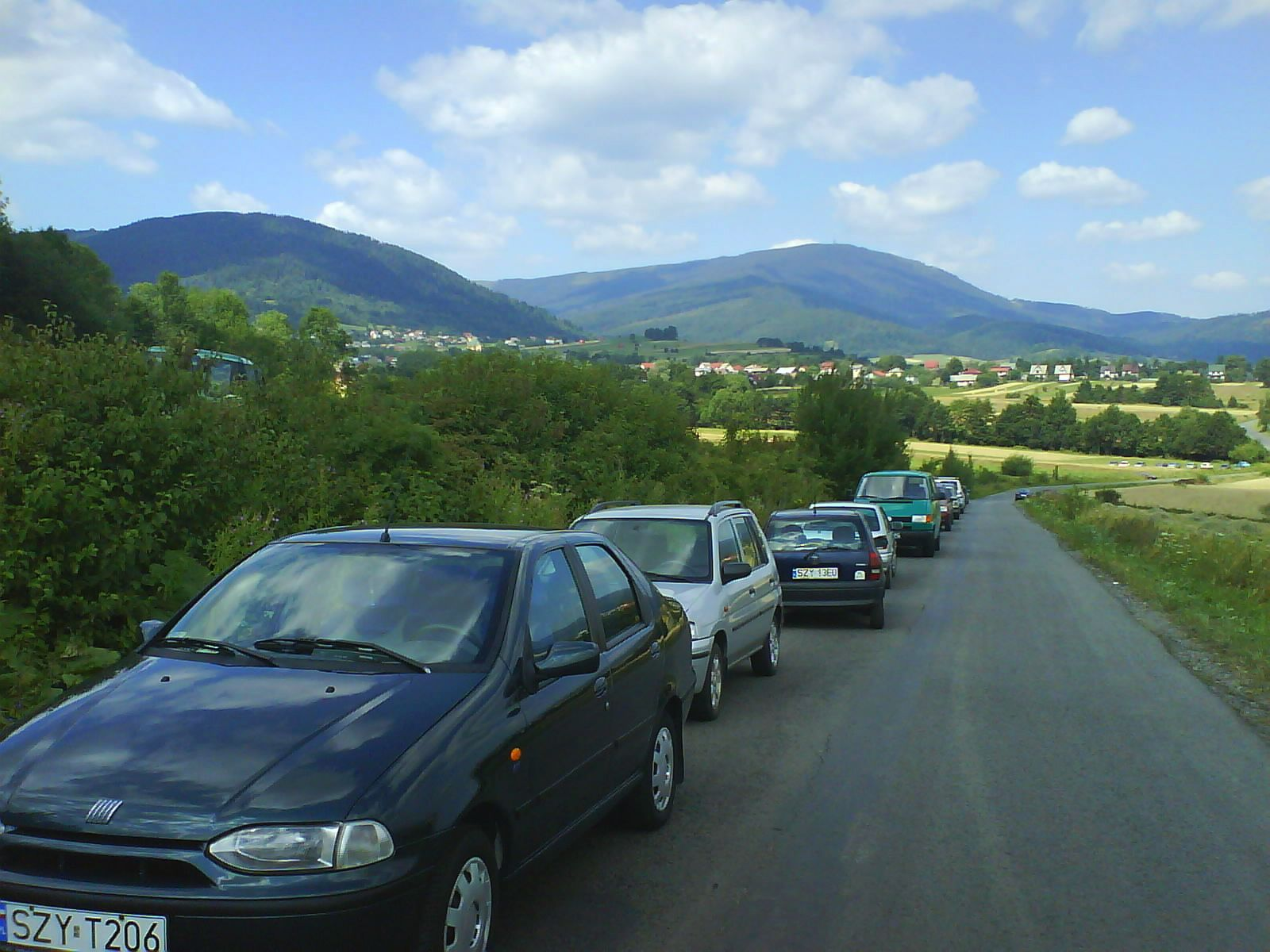
Ulica Lipowa

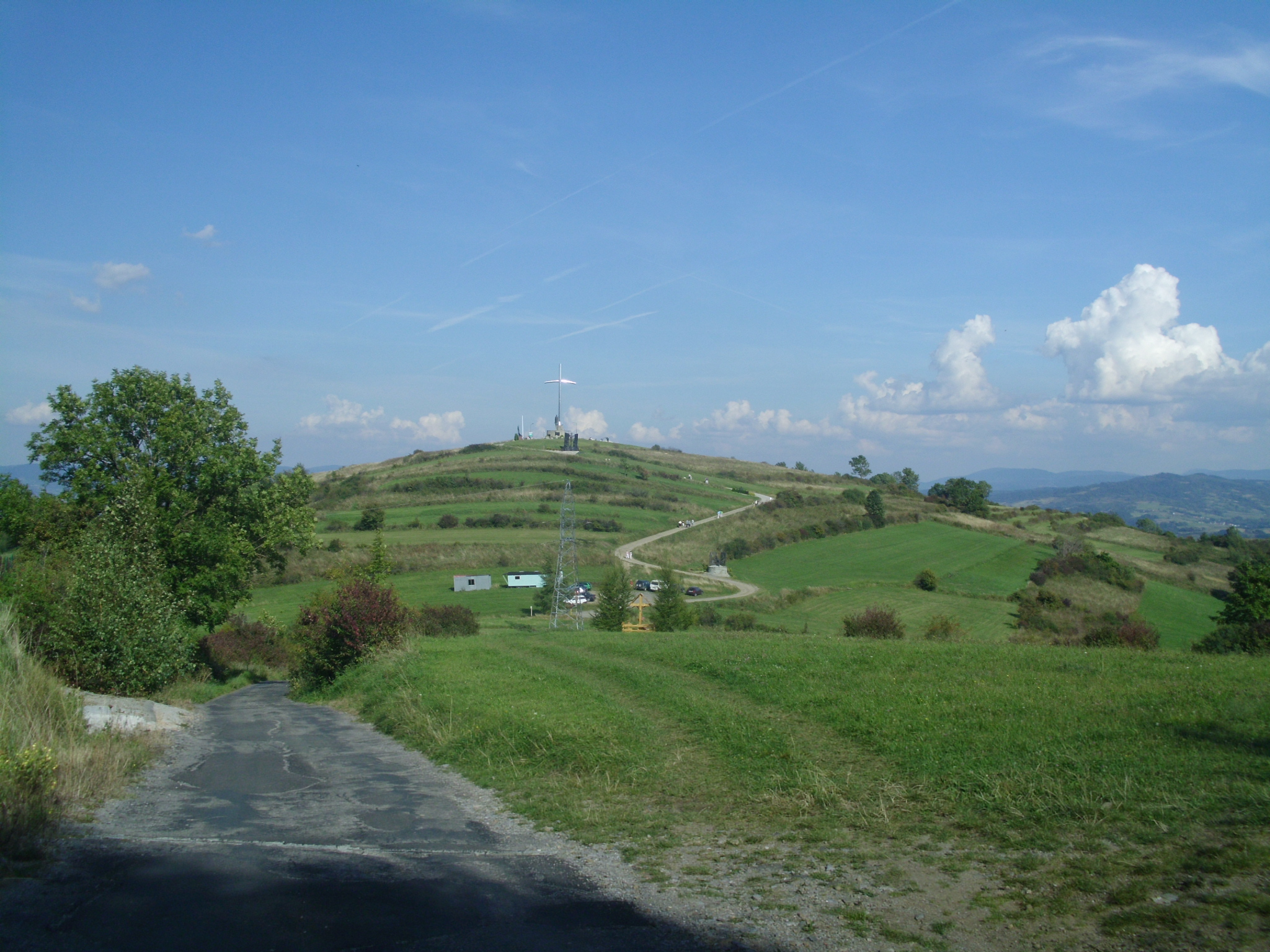
Ulica Suchedla

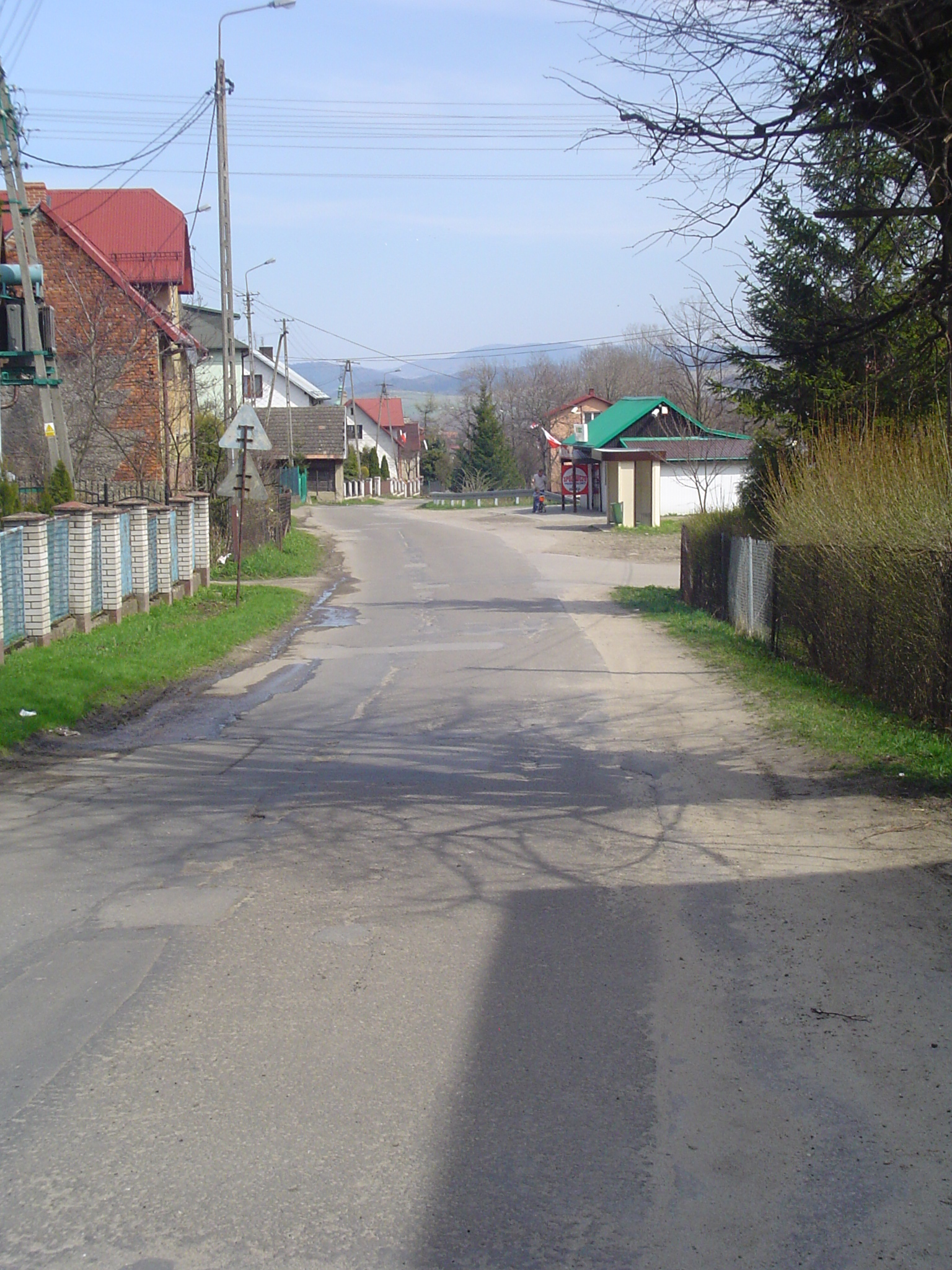
Ulica Św. Marcina

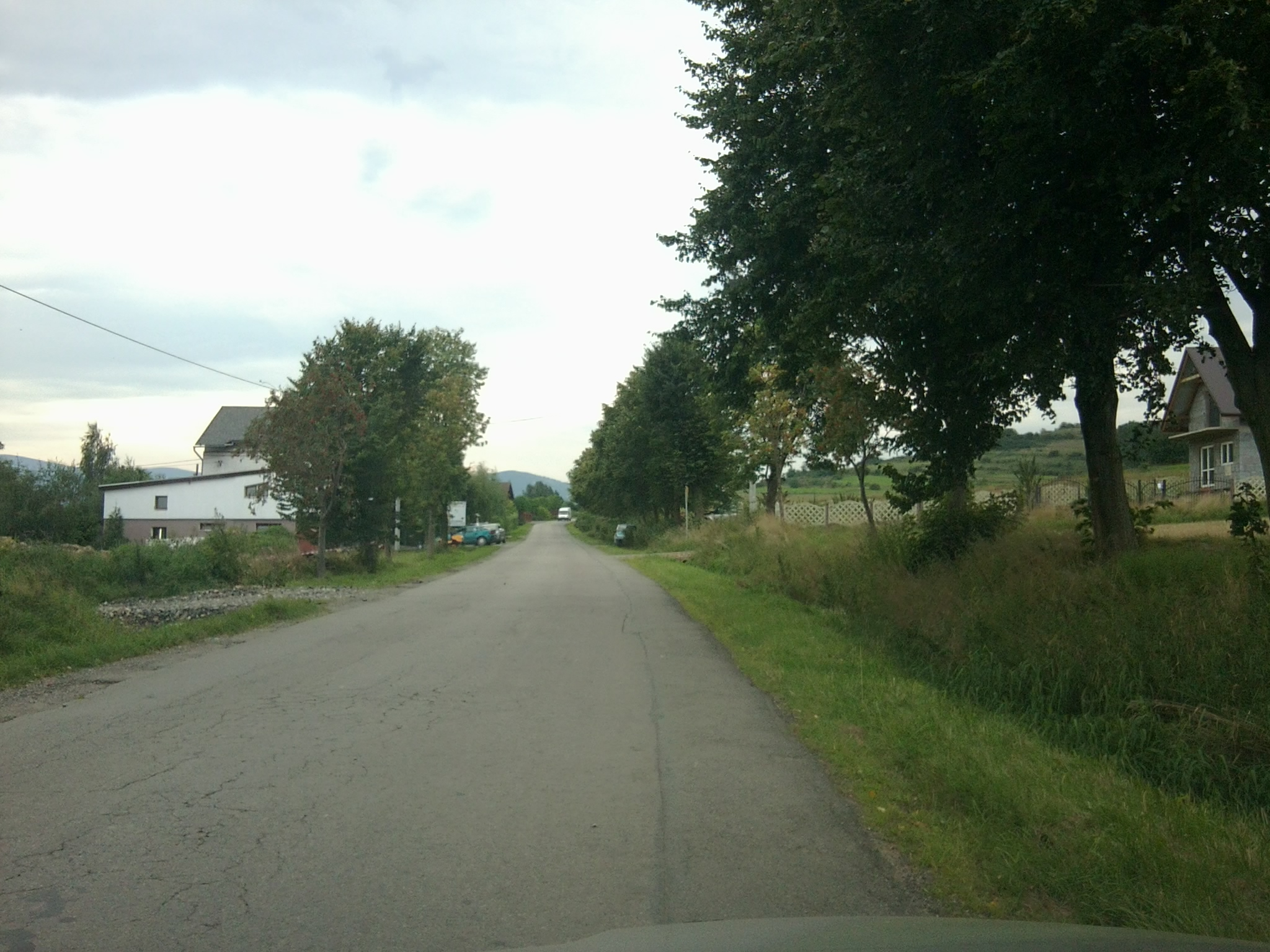
Ulica Wajdowa

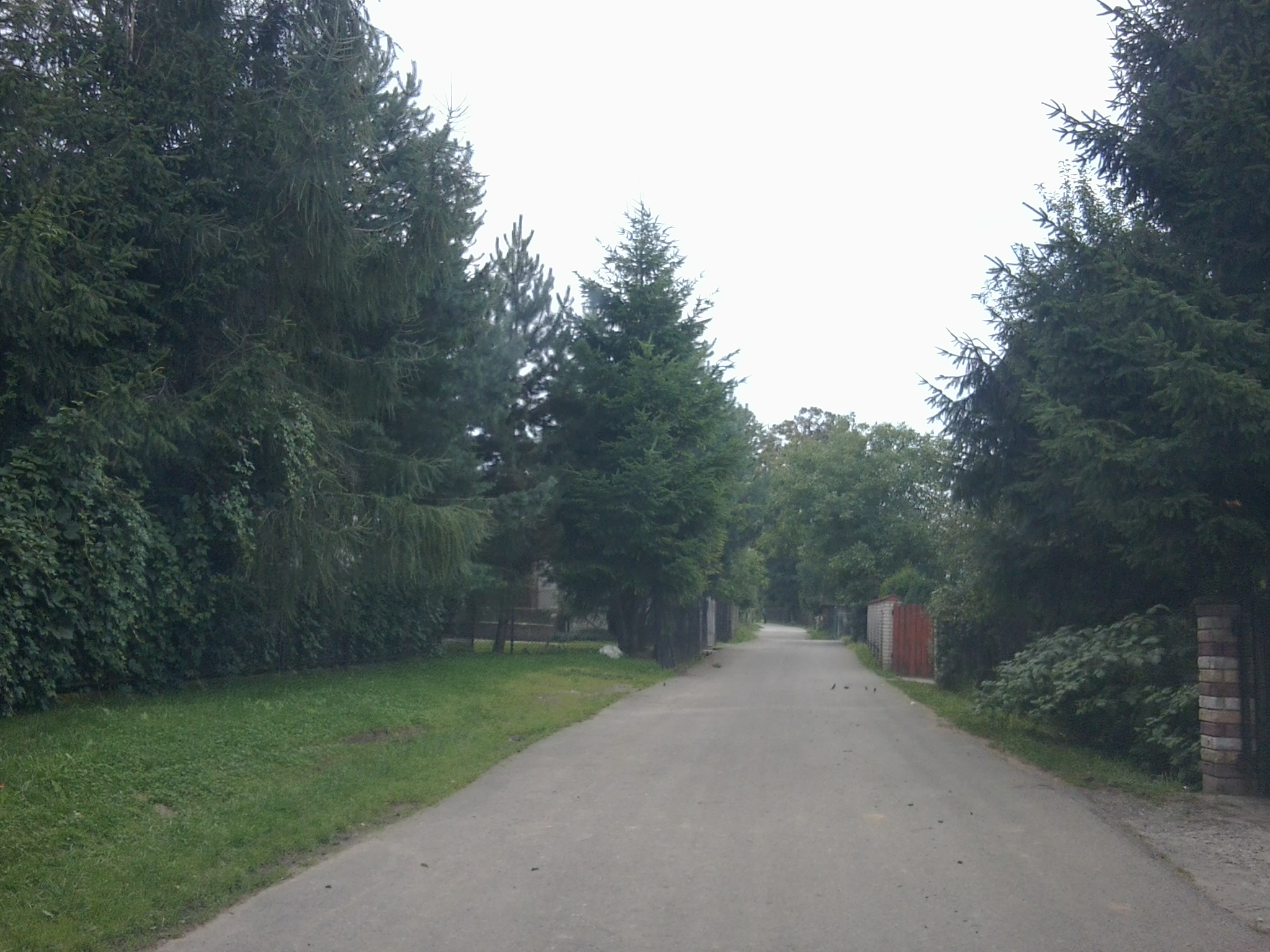
Ulica Wspólna

Ulica przebiegająca równoleżnikowo, o długości ok. 2,5 km, przechodzi przez Plac Centrum aż do ulicy Lipowej. Ulicą tą kursują autobusy linii nr 5 MZK w Żywcu. Wraz z ulicami Św. Marcina oraz Leśną tworzy główny ciąg komunikacyjny przez wieś.
Przy ulicy tej znajdują się siedziba Urzędu Gminy Radziechowy-Wieprz, Przedszkole nr 2 w Radziechowach, liczne sklepy w tym m.in. remiza strażacka, Dom Kultury, Przedszkole nr 1 oraz ośrodek zdrowia.
Wzdłuż ulicy płynie potok Wieśnik.
Jasna
Jaworowa
Kamienna
Kasoni
Kopiec
Lalików
Leśna
Ulica przebiegająca równoleżnikowo, o długości ok. 0,8 km, będąca wraz z ulicami Główną i Św. Marcina częścią głównego ciągu komunikacyjnego przez Radziechowy. Ważna dla transportu drewna z wycinek lasu, częściowo niedostępna dla ruchu publicznego. Ulica ciągnie się od pętli autobusowej na złączeniu z ulicą Św. Marcina i kończy się u podnóża Jaworzynki i Kapłonki bez możliwości dalszej komunikacji kołowej.
Wzdłuż ulicy płynie potok Wieśnik.
Lipowa
Ulica przebiegająca południkowo, łącząca wsie Radziechowy i Twardorzeczkę, o długości ok. 1,9 km. Jest ona częścią ważnego szlaku komunikacyjnego z Bielska-Białej do Węgierskiej Górki, będącego lokalną alternatywą do równoległej drogi ekspresowej S1. Przy ulicy tej znajdują się ruiny pieca wapienniczego, który był używany jeszcze w latach osiemdziesiątych XX w. oraz kaplica pw. Św. Anny, przez miejscowych nazywana „Kapliczką u Dziadka”.
Ulica przebiega ponad dwoma potokami: Rybnym oraz Czerwoną Wodą.
Łagodna
Łączna
Łukowa
Maciejków
Michalskich
Młodych
Modrzewiowa
Morawców
Nowa
Ogrodowa
Orzechowa
Peków
Piekarska
Plebańska
Pod Matyską
Promienna
Przeczna
Rolnicza
Różana
Sadowa
Słoneczna
Stanowa
Studzienna
Suchedla
Ulica odchodząca od ulicy Zielonej, wijąca się wśród pól i łąk oraz lasu, prowadząca do przysiółka radziechowskiego zwanego Suchedla. Przy drodze tej stoi stary krzyż drewniany. W centrum Suchedli ulica ta rozgałęzia się, prowadząc do poszczególnych domostw.
Szkolna
Ulica przebiegająca południkowo o długości ok. 500 m (w części utwardzonej), odchodzi od Placu Centrum i ulicy Głównej tuż obok remizy strażackiej i sali widowiskowej, do której główne wejście znajduje się od ul. Szkolnej.
Przy ulicy tej znajduje się Zespół Szkół im. ks. prał. Stanisława Gawlika w Radziechowach, mieszczący w sobie szkołę podstawową i gimnazjum.
Św. Marcina
Ulica przebiegająca równoleżnikowo, o długości ok. 1 km, będąca wraz z ulicami Św. Marcina oraz Leśną częścią głównego ciągu komunikacyjnego przez Radziechowy. Ulicą tą kursują autobusy linii nr 5 MZK Żywiec. Ulica ciągnie się od skrzyżowania z ulicą Lipową aż do pętli autobusowej na złączeniu z ulicą Leśną, gdzie umiejscowiona jest pierwsza stacja Golgoty Beskidów.
Wzdłuż ulicy płynie potok Wieśnik.
Temlów
Topolowa
Wajdowa
Ulica przebiegająca południkowo, łącząca wsie Radziechowy i Przybędzę, o długości ok. 1,5 km. Jest ona częścią ważnego szlaku komunikacyjnego z Bielska-Białej do Węgierskiej Górki, będącego lokalną alternatywą do równoległej DK1. Ulica ta jest też częścią Drogi im. Obrońców Węgierskiej Górki.
Ulica przebiega ponad dwoma potokami: Biały Potok oraz Surządek.
Wałowa
Wesoła
Wisłów
Wiśniowa
Wspólna
Zakole
Zielona

## Plac Centrum

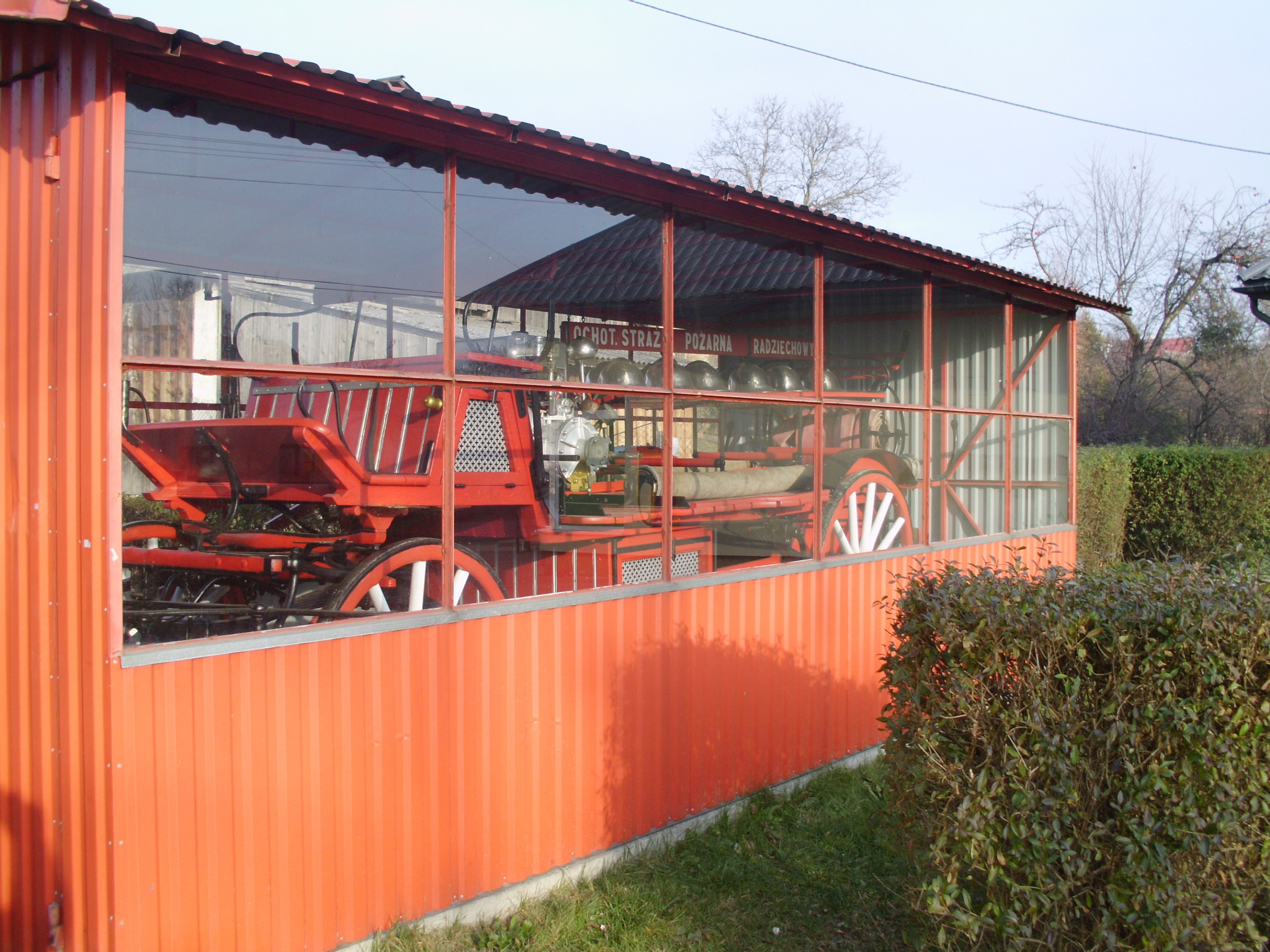
Stary wóz strażacki w Radziechowach

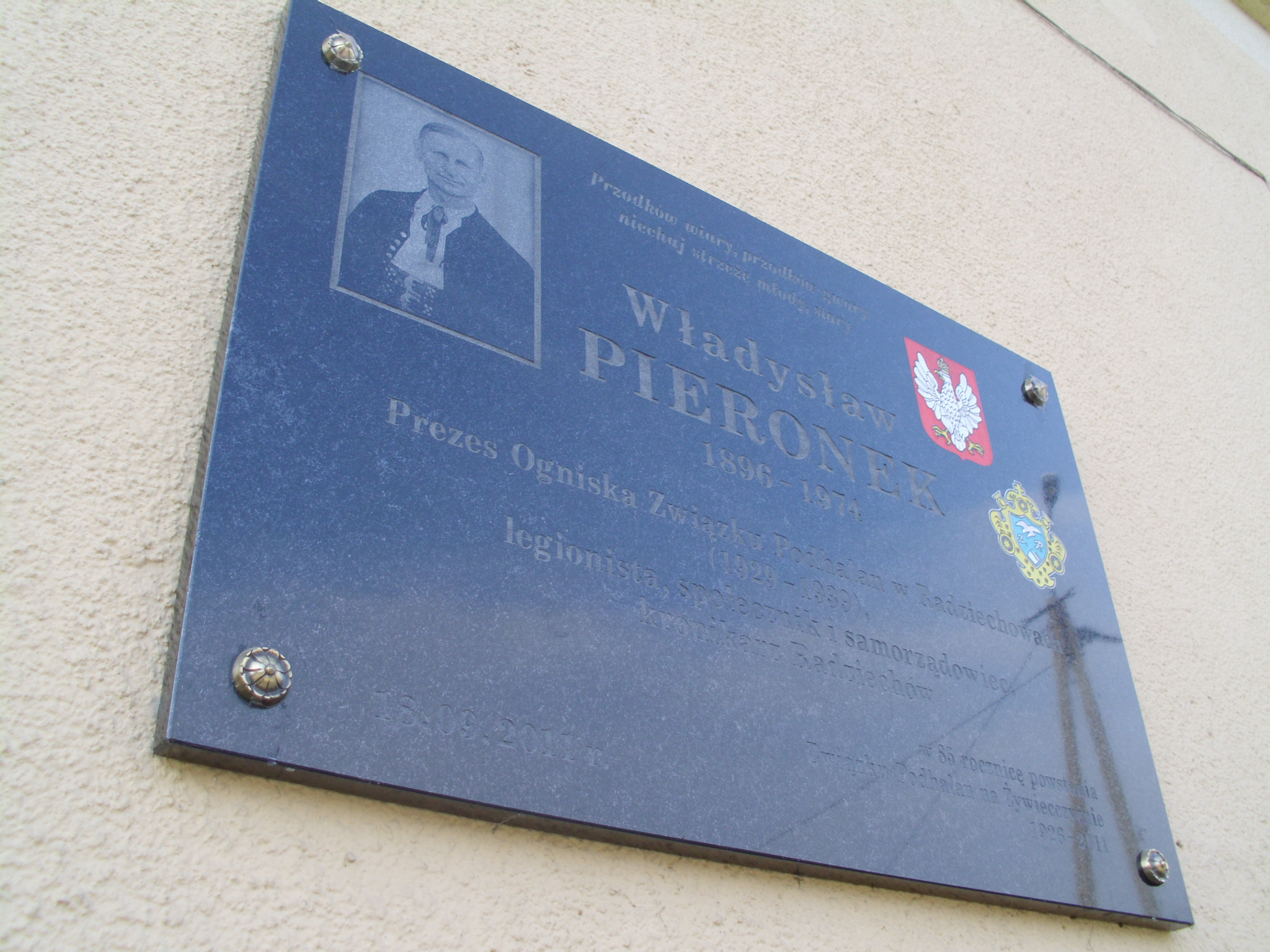
Tablica poświęcona Władysławowi Pieronkowi, prezesowi OZP w Radziechowach

Plac Centrum znajduje się przy ulicy Głównej w miejscu, w którym prostopadle z kierunku północnego dochodzi do niej ulica Szkolna. Przy placu tym znajduje się remiza strażacka, sala widowiskowa oraz supermarket Carrefour Express. Można tu także zobaczyć zabytkowy wóz strażacki.
Na budynku remizy we wrześniu 2011 roku umieszczono tablicę pamiątkową poświęconą Władysławowi Pieronkowi, radziechowskiemu kronikarzowi, działaczowi społecznemu i prezesowi Ogniska Związku Podhalan w Radziechowach w latach 1929 – 1939.